# Ligue 1 MTN
Ligue 1 MTN jest najwyższą piłkarską klasą rozgrywkową w Wybrzeżu Kości Słoniowej. Powstała w 1960 roku.

## Mistrzowie
Przed uzyskaniem niepodległości
- 1956: Africa Sports National Abidżan

W niepodległym Wybrzeżu Kości Słoniowej
| - 1960: Onze Frères Bassam - 1961: Onze Frères Bassam - 1962: Stade d’Abidjan - 1963: ASEC Mimosas - 1964: Stade d’Abidjan - 1965: Stade d’Abidjan - 1966: Stade d’Abidjan - 1967: Africa Sports National Abidżan - 1968: Africa Sports National Abidżan - 1969: Stade d’Abidjan - 1970: ASEC Mimosas - 1971: Africa Sports National Abidżan - 1972: ASEC Mimosas - 1973: ASEC Mimosas - 1974: ASEC Mimosas - 1975: ASEC Mimosas - 1976: SC Gagnoa - 1977: Africa Sports National Abidżan - 1978: Africa Sports National Abidżan - 1979: Stella Adjamé Abidżan - 1980: ASEC Mimosas - 1981: Stella Adjamé Abidżan - 1982: Africa Sports National Abidżan - 1983: Africa Sports National Abidżan - 1984: Stella Adjamé Abidżan - 1985: Africa Sports National Abidżan |  | - 1986: Africa Sports National Abidżan - 1987: Africa Sports National Abidżan - 1988: Africa Sports National Abidżan - 1989: Africa Sports National Abidżan - 1990: ASEC Mimosas - 1991: ASEC Mimosas - 1992: ASEC Mimosas - 1993: ASEC Mimosas - 1994: ASEC Mimosas - 1995: ASEC Mimosas - 1996: Africa Sports National Abidżan - 1997: ASEC Mimosas - 1998: ASEC Mimosas - 1999: Africa Sports National Abidżan - 2000: ASEC Mimosas - 2001: ASEC Mimosas - 2002: ASEC Mimosas - 2003: ASEC Mimosas - 2004: ASEC Mimosas - 2005: ASEC Mimosas - 2006: ASEC Mimosas - 2007: Africa Sports National Abidżan - 2008: Africa Sports National Abidżan - 2009: ASEC Mimosas - 2010: ASEC Mimosas - 2011: Africa Sports National Abidżan |

## Podsumowanie
| Klub                           | Mistrzostwo |
| ------------------------------ | ----------- |
| ASEC Mimosas                   | 29          |
| Africa Sports National Abidżan | 17          |
| Stade d’Abidjan                | 5           |
| Stella Adjamé Abidżan          | 3           |
| Onze Frères Bassam             | 2           |
| SC Gagnoa                      | 1           |

## Królowie Strzelców
| Sezon | Piłkarz                   | Drużyna                        | Bramki |
| 1992  | Abdoulaye Traoré          | ASEC Mimosas                   | 11     |
| 1993  | Ahmed Ouattara            | Africa Sports National Abidżan | 13     |
| 1994  | Abdoulaye Traoré          | ASEC Mimosas                   | 9      |
| 1995  | John Zaki                 | ASEC Mimosas                   | 9      |
| 1996  | Ibé Johnson               | Africa Sports National Abidżan | 15     |
| 1997  | Tchiressoa Guel           | ASEC Mimosas                   | 10     |
| 1998  | Elo Lokpo                 | SOA Jamusukro                  | 12     |
| 1999  | Aruna Dindane             | ASEC Mimosas                   | 13     |
| 2000  | Habib Tiéhi               | Stade d’Abidjan                | 10     |
| 2001  |                           |                                |        |
| 2002  | Tony Koutouan             | ASEC Mimosas                   | 10     |
| 2003  |                           |                                |        |
| 2004  | Abdramane Diaby           | Sabé Sports Bouna              | 13     |
| 2005  | Seydou Doumbia            | Denguelé Odienné               | 15     |
| 2006  | Didier Ya Konan           | ASEC Mimosas                   | 9      |
| 2007  | Serge Harman Lebri Ouraga | ES Bingerville                 | 16     |
| 2008  | Gohi Bi Zoro Cyriac       | ASEC Mimosas                   | 21     |
| 2009  |                           |                                |        |
| 2010  | Adama Bakayoko            | Sabé Sports Bouna              | 15     |
| 2011  |                           |                                |        |